# Фернандо ДДИ
Фернандо Луис де Оливейро Валенсия (порт. Fernando Luiz de Oliveira Valença; род. 8 марта 1981, Гараньюнс, Пернамбуку) — бразильский игрок в пляжный футбол. Выступал за сборную Бразилии. Участник трёх чемпионатов мира (2013, 2015, 2017).
Известен под прозвищем Фернандо ДДИ (порт. Fernando DDI), что отсылает к популярному комедийному шоу.

## Биография
Родился в городе Гараньюнс. На клубном уровне в Бразилии играл за «Коринтианс» и «Флуминенсе». В 2008 году стал чемпионом Бразилии среди штатов в составе Мараньяна. Чемпион Бразилии среди университетских команд 2015 года с «Унинассау» из Ресифе.
Впервые за рубежом сыграл в 2006 году, когда защищал цвета клуба CITY МФТИ с которым стал бронзовым призёром чемпионата России. Позднее защищал цвета других российских клубов — «Крыльев Советов», IBS, «Локомотива», «Кристалла» и «Новатора». Также играл в итальянской «Террачине» и в португальских «Спортинге» и «Браге».
Дебют в сборной Бразилии по пляжному футболу состоялся в 2005 году, когда Фернандо сыграл на турнире в Перу. После этого он не выступал за бразильцев вплоть до 2011 года, когда его вновь пригласил тренер Гуга Злокковик. Участвовал в трёх чемпионатах мира, включая победный для Бразилии мундиаль 2017 года. По состоянию на апрель 2017 года забил за команду 57 мячей в 90 матчах.

## Достижения
Сборная Бразилии
- Чемпион мира: 2017
- Бронзовый призёр чемпионата мира: 2013
- Победитель Межконтинентального кубка: 2014, 2016, 2017
- Финалист Межконтинентального кубка: 2012
- Победитель Мундиалито: 2016, 2017
- Победитель Кубка Америки: 2016
- Победитель Южноамериканского кубка: 2015[1], 2016[8]
- Победитель Южноамериканских пляжных играх: 2011

На клубном уровне
- Победитель Клубного Мундиалито: 2013 (Коринтианс)
- Финалист Клубного Мундиалито: 2011 (Спортинг)
- Победитель клубного чемпионата Бразилии: 2012 (Коринтианс)
- Чемпион России: 2016 (Кристалл)
- Победитель Кубка России: 2010, 2016 (Крылья Советов), 2013 (Локомотив)
- Чемпион Италии: 2015 (Террачина)[9]
- Победитель Кубка Италии: 2015 (Террачина)[9]
- Победитель Кубка Барселоны: 2015 (Локомотив)[10]

Индивидуальные
- Лучший бомбардир Межконтинентального кубка: 2012
- Лучший игрок чемпионата России: 2006
- Лучший бомбардир чемпионата России: 2011